# Simophis rhinostoma
Simophis rhinostoma is een slang uit de familie toornslangachtigen (Colubrinae) en de onderfamilie Colubrinae.

## Naam en indeling
De wetenschappelijke naam van de soort werd voor het eerst voorgesteld door Hermann Schlegel in 1837. De soort werd door George Albert Boulenger in 1894 aan het geslacht Simophis toegewezen onder de naam Simophis rohdii en is tegenwoordig de enige vertegenwoordiger van deze monotypische groep.
Het geslacht Simophis werd lange tijd vertegenwoordigd door twee soorten; de tweede soort Simophis rohdei wordt tegenwoordig echter gezien als een tweede beschrijving van dezelfde soort en wordt daarom niet langer erkend.

## Verspreiding en habitat
Simophis rhinostoma komt voor in delen van Zuid-Amerika en leeft in de landen Brazilië en Paraguay. In Brazilië komt de slang voor in de deelstaten Bahia, Minas Gerais, Goiás, São Paulo, Mato Grosso, Mato Grosso do Sul en Paraná.
De habitat bestaat uit vochtige tropische en subtropische bossen en droge savannen.

## Beschermingsstatus
Door de internationale natuurbeschermingsorganisatie IUCN is de beschermingsstatus 'veilig' toegewezen (Least Concern of LC).